# ثوران تحت الماء
الثورات البركانية تحت سطح الماء هي ثورات بركانية تحدث تحت سطح المياه. تحدث هذه الثورات عند الحواف البنائية، ومناطق الاندساس، وداخل الصفائح التكتونية نتيجة للبقع الساخنة. ويُعتبر هذا النوع من الثورات البركانية أكثر شيوعًا بكثير من النشاط البركاني فوق سطح الأرض. فعلى سبيل المثال، يُعتقد أن 70 إلى 80٪ من إنتاج الماغما على الأرض يحدث عند الحواف الوسطية للمحيطات.

## الرصد
تُعتبر الثورات البركانية تحت سطح الماء أقل دراسة مقارنة بالبراكين التي تقع فوق الأرض، وذلك بسبب صعوبة الوصول إليها. لكن مع التطورات التكنولوجية الحديثة، أصبح بالإمكان الآن دراسة هذه البراكين البحرية بشكل أدق. ومع ذلك، يبقى فهمنا لها محدودًا. على سبيل المثال، تعتبر الحواف الوسطية للمحيطات من أكثر الأنظمة البركانية نشاطًا على كوكب الأرض، إلا أن حوالي 5% فقط من طولها قد خضعت للدراسة التفصيلية حتى الآن.
بدأت معرفة هذه الثورات في القرن التاسع عشر عندما تم استرداد صخور بركانية من قاع المحيط أثناء إصلاح كابل التلغراف عبر الأطلسي. وفي السنوات الأخيرة، استُخدمت عدة تقنيات متقدمة لدراسة هذه الثورات، مع تطورات ملحوظة منذ عام 1990. من بين هذه التقنيات الغواصات التي يتم التحكم فيها عن بعد، والتي تقوم بإجراء مسوحات لقاع المحيط.
كما تسمح شبكات الهيدروفونات (أجهزة استقبال الصوت تحت الماء) برصد الثورات البركانية فور وقوعها، ويمكن إرسال الغواصات لتوثيق نتائج هذه الانفجارات. وتستخدم أيضًا أدوات أخرى مثل الإشارات الزلزالية، والأمواج الصوتية، والتصوير متعدد الحزم عالي الدقة بواسطة الطائرات بدون طيار. بفضل هذه التقنيات، أصبح من الممكن مراقبة الثورات البركانية في أعماق كبيرة. على سبيل المثال، تم دراسة ثورة بركانية انفجارية في غرب منطقة ماتا داخل حوض لاو على عمق 1200 متر باستخدام الغواصات.

## العوامل المسيطرة على نمط الثوران
توجد اختلافات كبيرة في أنماط الثورات البركانية تحت سطح الماء. ويتغير نمط الثوران بتأثير عدة عوامل مثل لزوجة الماغما، عمق الماء، معدل تدفق الحمم، ومحتوى الغازات المتطايرة.
تشير العديد من الدراسات إلى أن الضغط، الذي يزداد مع زيادة العمق، يلعب دورًا مهمًا في تحديد نمط الثوران. يُعتقد أن زيادة الضغط تقيد إطلاق الغازات المتطايرة، مما يؤدي إلى ثورات حُممية هادئة (انسيابية) بدلاً من انفجارية. ومع ذلك، هذا لا يعني أن الثورات الانفجارية لا تحدث في الأعماق، بل إن حدوثها يتطلب محتوى أعلى من الغازات المتطايرة. فقد قُدّر أن النشاط الانفجاري المرتبط بالبازلت يُثبط عند عمق حوالي 500 متر، بينما تكون الأعماق التي تزيد عن 2300 متر كافية لمنع معظم النشاط الانفجاري للحمم الريوليتية.

## الثورات البركانية في المياه الضحلة
من الشائع في الأعماق الضحلة أن تكون الثورات البركانية تحت سطح الماء انفجارية، وذلك بسبب التفاعل بين الغازات المتطايرة في الماغما والماء، مما يؤدي إلى تكوين كميات كبيرة من البخار. تُعرف هذه الثورات باسم الثورات السورتسية، وتتميز بإطلاق كميات كبيرة من البخار والغازات، بالإضافة إلى تكوين كميات كبيرة من البوميس (الصخر الخفيف والرمادي ذو المسام الكثيرة). وقد حدث هذا النشاط في عدة مواقع حول العالم، من أبرزها منطقة فوكوتو-أوكانوبا بالقرب من اليابان، حيث لوحظ هذا النشاط لأكثر من قرن، مسببا تغير لون الماء، وانبعاث أعمدة من البخار والرماد، ووجود قطع من البوميس تطفو على سطح الماء المحيط.
يمكن أن تؤدي الثورات البركانية في المياه الضحلة إلى تشكيل جزر جديدة. وأشهر مثال على ذلك جزيرة سورتسي في آيسلندا التي تكونت بين عامي 1963 و1967. وتحدث هذه الظاهرة بشكل متكرر في مناطق أخرى، لكن غالبًا ما تكون هذه الجزر قصيرة العمر. يُعتبر محتوى الغازات المتطايرة في الماغما عاملاً مهمًا أيضًا. فعندما تنتقل الماغما إلى المحيط عبر أنفاق تحت الماء، قد تتحرر الغازات منها قبل الوصول إلى السطح، مما يؤدي إلى ثوران حممي هادئ بدلاً من الانفجاري. وقد لوحظ هذا النوع من النشاط في جزر هاواي.

## الثورات البركانية في المياه العميقة
مع زيادة العمق يزداد الضغط، ويُعتقد أن ذلك يؤدي إلى حدوث ثورات حممية انسيابية (هادئة). ومع ذلك، هناك أدلة متنوعة تشير إلى إمكانية حدوث نشاط انفجاري ناري (بيروكلاستي) في الأعماق. تشمل هذه الأدلة ملاحظات على ما يُعرف بـ "شعر بيلي" ودلائل على انهيار الكالديرا. يُعتقد أن هذا النشاط شائع في مناطق الاندساس بسبب إعادة تدوير الليثوسفير، لكنه لا يقتصر على هذه الحواف التكتونية فقط، بل يحدث أيضًا في البقع الساخنة والحدود المحيطية. من الأمثلة على ذلك بركان كاما‘يهواكانالوا (المعروف سابقًا باسم لوهي) قرب هاواي، حيث يحدث كل من النشاط الحممي الانسيابي والانفجاري على عمق 2000 متر.
هناك نوعان من التكوينات المرتبطة بالثورات تحت سطح الماء: الجبال البحرية وحمم الوسائد. تتشكل حمم الوسائد نتيجة التبريد السريع للحمم، مما يؤدي إلى تكوين طبقة صلبة أو "قشرة". مع دفع المزيد من الماغما تحت هذه القشرة، تتمدد القشرة مكونة نتوءًا أو فصًا. وعندما تنكسر هذه القشرة، تتسرب الحمم الساخنة عبر الفتحة وتتفاعل مع الماء، فتتشكل مرة أخرى طبقة صلبة فوقها، وتتكرر هذه العملية مرارًا وتكرارًا.